# انتخابات پارلمانی اسرائیل (آوریل ۲۰۱۹)
انتخابات زودهنگام کنست در تاریخ ۹ آوریل ۲۰۱۹ در اسرائیل برگزار شد تا ۱۲۰ نفر از اعضای کنست ۲۱ام را انتخاب کنند. انتخابات می‌بایستی در ماه نوامبر سال ۲۰۱۹ انجام می‌شد. اما پس از اختلاف میان اعضای دولت کنونی در مورد لایحه خدمات ملی جمعیت ارتدکس، و همچنان اتهام فساد ادعایی علیه نخست‌وزیر سابق، بنیامین نتانیاهو به صورت زود هنگام برگزار شد. ۱۰۰۰۰ صندوق رأی‌گیری برای این انتخابات استفاده شد.

## پیشینه
آویگدور لیبرمن، وزیر دفاع وقت با پیش نویس قانون (حمایت از احزاب فوق‌العاده ارتدوکس) که با اجازه معافیت دانشجویان تمام وقت از خدمت در ارتش اسرائیل مخالف بود. در پی این اختلافت ۲ حزب یش عتید و میرتس در تاریخ ۱۲ مارس ۲۰۱۸ پیشنهادی برای انحلال کنست ارائه دادند که تصویب شد.